# Ricardo de Grenville
Ricardo de Grenville también Richard de Greinville o Grainvilla (Bideford (Devon), c.1094-1142) fue un caballero anglonormando, señor de Neath. Fue uno de los doce caballeros de Glamorgan que acompañaron a Robert FitzHamon durante la conquista normanda de Gales. Algunas fuentes le citan como hermano menor de FitzHamon, el conquistador de Glamorgan. Sin embargo otras fuentes aseguran que es uno de los hijos propios de Robert FitzHamon, quien otorgó a Ricardo el señorío y el custodio del castillo de Neath, donde también fundó la abadía de Neath en 1111, (J. Horace Round asegura que fue en 1129). Otras fuentes le mencionan como sobrino de FitzHamon. Sea hermano, hijo o sobrino, sigue siendo una dudosa conjetura con pocas pruebas que confirmen alguno de esos vínculos.
Según la tradición, es el fundador, antepasado y primer referente de la prominente familia de Grenville de Westcountry, Stowe, en la parroquia de Kilkhampton en Cornualles, y de Bideford en Devon, cuyo último titular fue John Granville, primer conde de Bath (1628-1701). J. Horace Round, no obstante, califica el linaje de Grenville como una historia de mentiras, pues es extraño que el señorío de Neath no lo heredasen sus descendientes.

## Herencia
Se casó en primeras nupcias con Isabel Giffard (c. 1100), una hija de Walter [Gautier] Giffard, señor de Longueville, primer conde de Buckingham (c.1038-1102). No se sabe si murió o se divorció. Algunas fuentes no confirman descendencia, sin embargo en otras aparecen dos hijos:
- Richard de Bideford [Granville] (c. 1119-1147); murió como cruzado de Tierra Santa, según crónicas:

De estas guerras santas, ninguna había sido anunciada con mayor ostentación [...] ninguna terminó en un desastre tan total y deplorable. Se sacrificaron al menos treinta mil vidas y ni siquiera hubo el consuelo de una hazaña gloriosa realizada. Entre los que perecieron se encontraba Ricardo de Granville.
- Robert de Grenville (c. 1130-1189).[9]

Casó en segundias nupcias con Constance verch Gwrgan, hermana de Iestyn ap Gwrgant, señor de Afan. Ambos eran sobrinos de Iestyn ap Gwrgant (los varones tenían el mismo nombre). Constance era viuda, heredera de las tierras de Nedd. El matrimonio estaba condicionado a la entrega de Afan al rey inglés y tras jurar vasallaje, serían ambos barones de sus tierras (Nedd y Afan) bajo la autoridad de FitzHamon.